# Юлія Бальбілла
Юлія Бальбілла (лат. Julia Balbilla; 72 —після 130) — давньоримська поетеса, що складала вірші грецькою мовою.

## Життєпис
Походила з династії Єрвандідів, гілки володарів Коммагени. Була донькою Гая Юлія Антіоха Епіфана та Клавдії Капітоліни, онука Антіоха IV, останнього царя Коммагени. Була родичкою Клавдія Бальбілла, префекту Єгипта за часів імператора Нерона.
Її мати як заручницю було привезено до Риму. Тут, у 72 році, народилася Юлія Бальбілла. За часів Траяна опинилася при імператорському дворі. Стала подругою Вібії Сабіни, родички Траяна. У 130 році супроводжувала імператора Адріана та його дружину Вібію у подорожі по сходу а Александрію та Мемфіс. На колоссі Мемнона накарбувала свій віршик (перш за все цим уславилася). Відомо, що на її честь громадяни міста Тавроменія (Сицилія) спорудили статую у Римі. Про подальшу долю немає відомостей.

## Творчість
Була авторкою численних епіграм, присвячених імператорській родині та своїм предкам. Писала у стилі поетеси Сафо, на етолійському діалекті грецької мови.